# Плющение зерна
Плющение зерна — процесс обработки зерна для повышения его питательной ценности для крупного рогатого скота. В ходе плющения зерно проходит через специальные валы внутри дробильной камеры специальной установки — плющилки зерна. В результате нарушаются оболочки зерна, что повышает усвояемость корма. Для плющения пригодны большинство видов зерновых сельхозкультур и бобовые. Наибольшей популярностью для плющения используется кукуруза.
При плющении влажного зерна (свыше 18 %) после нарушения оболочки его смешивают с биологическим или химическим консервантом, после чего закладывается на хранения в силосные траншеи или пластиковые зерновые рукава. При работе с сухим зерном его предварительно подвергают гидротермической обработке.

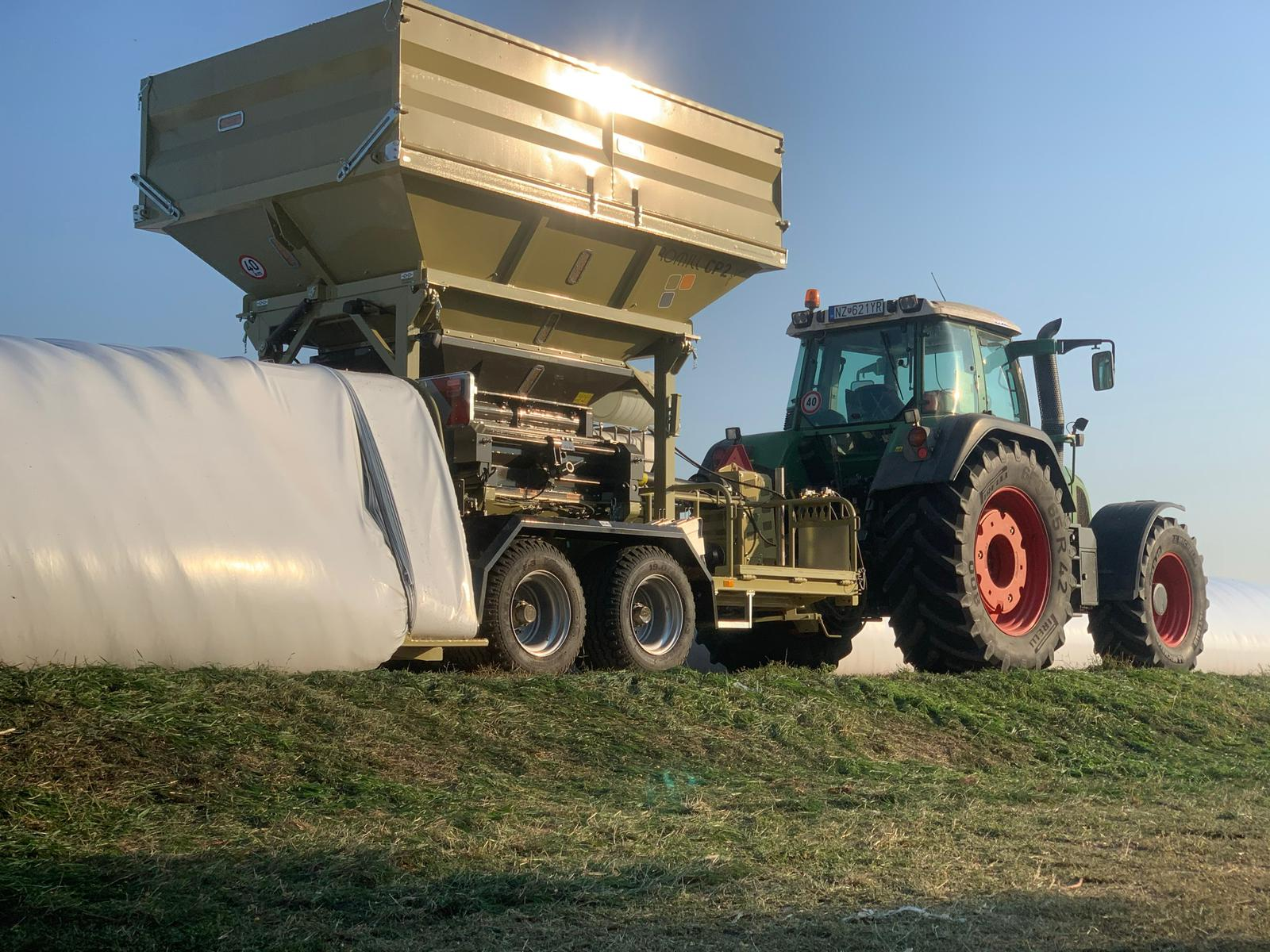
Плющилка с пресс-тоннелем для последующей укладки на хранение в полиэтиленовый рукав

Ранние модели плющилок включали в себя раму, корпус, два вала для плющения (один подвижный и один неподвижный), расположенных горизонтально, а также механизмы для регулировки зазора между валами и силы плющения, подающее устройство, выгрузной шнек, приводы и защитные кожухи. Современные плющилки обычно представляют собой мобильные установки на колёсах, которые соединяются с сельскохозяйственными тракторами. Они оснащены двумя вальцами, вращающимися с разной скоростью и покрытыми твёрдым слоем из азотированной стали или борида титана.
Исследования показали, что плющёное зерно более эффективно усваивается и имеет большую питательную ценность. Включение его в рацион крупного рогатого скота улучшает молочную продуктивность, как было замечено в опытных группах, где суточный удой достигал 40,0 и 41,5 кг, что выше, чем в контрольных группах. Качество молока также улучшается, с повышением содержания молочного жира и белка. Плющёное зерно также положительно влияет на здоровье животных, увеличивая содержание общего белка и альбумина в сыворотке крови и снижая уровень трансфераз. В рамках сбалансированного рациона использование плющёного зерна, особенно кукурузы, обработанной водным аммиаком, для откорма бычков позволяет увеличить среднесуточный прирост живой массы и дополнительно экономить за счёт замены комбикорма.